# Malouetia virescens
Malouetia virescens là một loài thực vật có hoa trong họ La bố ma. Loài này được Spruce ex Müll.Arg. mô tả khoa học đầu tiên năm 1860.